# Botanophila bicillaris
Botanophila bicillaris är en tvåvingeart som först beskrevs av Pandelle 1900.  Botanophila bicillaris ingår i släktet Botanophila och familjen blomsterflugor. Inga underarter finns listade i Catalogue of Life.